# Mafia (otok)
Mafia je otok u Indijskom oceanu. Zajedno s otocima Unguja i Pemba tvori Zanzibarsko otočje. Gospodarstvo se temelji na ribarstvu, poljoprivredi i trgovini u Kilindoni.
Otočje Mafia sastoji se od jednog velikog otoka (394 km ²) i nekoliko manjih. Neki od njih su naseljeni, kao što je Chole (2 km ²), s populacijom od 800 stanovnika. Glavni grad na otoku je Kilindoni. Prema popisu stanovništva iz 2002. godine na otoku živi 40.801 stanovnik, dok je prosječna gustoća naseljenosti 94 stan./km².

## Administrativna podjela
Distrikt Mafia administrativno je podijeljen na sedam odjela:
| Odjel        | Površina km² | Stanovnika 2002 | Naselja                             |
| ------------ | ------------ | --------------- | ----------------------------------- |
| Baleni       | 132,1        | 9.137           | Baleni, Kungwi, Ndagoni, Chunguruma |
| Jibondo      | 21,9         | 3.405           | Jibondo, Chole, Juani               |
| Kanga        | 52,7         | 3.317           | Kanga, Bweni                        |
| Kilindoni    | 36,8         | 11.696          | Kilindoni, Dongo                    |
| Kirongwe     | 77,0         | 5.260           | Kirongwe, Jimbo, Banja, Jojo        |
| Kiegeani     | 40,3         | 3.379           | Kiegani, Marimbani                  |
| Mibulani     | 52,3         | 4.363           | Miburani, Mlongo, Chemchem          |
| Mafia (otok) | 413          | 40.801          | 20 naselja                          |